# Широкий Берег
Широ́кий Бе́рег — село в Україні, у Великописарівській громаді Охтирського району Сумської області. Населення становить 82 осіб. Колишній орган місцевого самоврядування — Вільненська сільська рада.

## Географія
Село Широкий Берег розташоване на лівому березі річки Ворсклиця, вище за течією на відстані 0.5 км розташоване село Їздецьке, нижче за течією на відстані 1 км розташоване село Шурове, на протилежному березі село Станичне.
Пойма річки заболочена, біля села декілька заболочених озер.
Поруч пролягає автомобільний шлях Т 1901.

## Історія
Село постраждало внаслідок геноциду українського народу, проведеного окупаційним урядом СССР 1932–1933 та 1946–1947 роках.
12 червня 2020 року, відповідно до розпорядження Кабінету Міністрів України № 723-р «Про визначення адміністративних центрів та затвердження територій територіальних громад Сумської області», село увійшло до складу Великописарівської селищної громади.
19 липня 2020 року, в результаті адміністративно-територіальної реформи та ліквідації Великописарівського району, увійшло до складу новоутвореного Охтирського району.

## Населення

### Мова
Розподіл населення за рідною мовою за даними :
| Мова       | Кількість | Відсоток |
| ---------- | --------- | -------- |
| російська  | 71        | 86.59%   |
| українська | 11        | 13.41%   |
| Усього     | 82        | 100%     |